# Enhaut
Enhaut es un lugar designado por el censo ubicado en el condado de Dauphin en el estado estadounidense de Pensilvania. En el año 2010 tenía una población de 1.007 habitantes y una densidad poblacional de 1.678,3 personas por km².

## Geografía
Enhaut se encuentra ubicado en las coordenadas 40°13′51″N 76°49′32″O / 40.23083, -76.82556.. Según la Oficina del Censo de los Estados Unidos, Enhaut tiene una superficie total de 0,23 mi² (0,6 km²), de la cual 0,23 mi² (0,6 km²) corresponden a tierra firme y 0 mi² (0 km²) es agua.